# ناتاشا دمتریو
ناتاشا شارلوت دمتریو (به انگلیسی: Natasia Charlotte Demetriou) کمدین، بازیگر و فیلمنامه‌نویس انگلیسی است. او بیشتر برای بازی در نقش ناجا در مجموعه تلویزیونی کمدی ترسناک آنچه در تاریکی انجام می‌دهیم (۲۰۱۹–اکنون) از شبکه اف‌ایکس و همچنین در نقش سوفی در مجموعه تلویزیونی سیتکام استات خانه اجاره می‌دهد از کانال ۴ شناخته می‌شود.
او در سال ۲۰۲۲، در برنامه اسکچ (شوی کمدی) بی‌بی‌سی به نام ناتاشا و الی به‌عنوان بازیگر و نویسنده در کنار همبازی کمدین خود الی وایت ظاهر شد.

## گزیده فیلم‌شناسی

### فیلم
- مسابقه آواز یوروویژن: داستان حماسه آتش (۲۰۲۰)
- فیل شعبده‌باز (۲۰۲۳)
- لاک‌پشت‌های نینجای جهش‌یافته نوجوان: آشوب جهش‌یافته (۲۰۲۳)

### تلویزیون
- ۸ تا از هر ۱۰ گربه شمارش معکوس را اجرا می‌کنند (۲۰۱۶–۲۰۱۹)
- نسخه بیمار (۲۰۱۷–۲۰۱۸)
- افسانه‌های واهی (۲۰۱۹)
- آنچه در تاریکی انجام می‌دهیم (۲۰۱۹–اکنون)
- نمایش کله‌فنجونی! (۲۰۲۲)